# Ветчинкин, Кузьма Фёдорович
Кузьма Фёдорович Ветчинкин (20 июля 1912, с. Покровка, Воронежская губерния — 31 января 1986, Одесса) — полковник пограничных войск КГБ СССР, участник Великой Отечественной войны, Герой Советского Союза (1941).

## Биография
Кузьма Ветчинкин родился 20 июля 1912 года в селе Покровка (ныне — Волоконовский район Белгородской области) в семье крестьянина. Окончил сельскую школу. В 1934 году он был призван на службу в армию, проходил срочную службу в пограничных войсках НКВД СССР, командовал отделением на юго-западной границе СССР. В 1938 году он окончил курсы младших лейтенантов, после чего был начальником 12-й погранзаставы 25-го погранотряда Молдавского погранокруга. В 1941 году он вступил в ВКП(б).
В первый день Великой Отечественной войны погранзастава Ветчинкина встретила нападение противника и в течение четырнадцати часов удерживала занятый рубеж, отбив 11 вражеских контратак. В последующие три дня пограничники Ветчинкина, принимая неравный бой, уничтожили большое количество вражеских солдат и офицеров. Когда на помощь к пограничникам подошло подкрепление, то совместными усилиями они смогли задержать продвижение противника почти на месяц. Бойцы отступили только после получения приказа от высшего командования.
Указом Президиума Верховного Совета СССР «О присвоении звания Героя Советского Союза начальствующему и рядовому составу войск НКВД СССР» от 26 августа 1941 года за «образцовое выполнение боевых заданий командования на фронте борьбы с германским фашизмом и проявленные при этом отвагу и геройство» лейтенант Кузьма Ветчинкин был удостоен высокого звания Героя Советского Союза с вручением ордена Ленина и медали «Золотая Звезда» за номером 617.
В последующие годы Ветчинкин был командиром батальона, принимал участие в боях на Кубани, обороне Донбасса и Ростова-на-Дону. В 1943 году Ветчинкин окончил Высшую пограничную школу НКВД СССР, после чего вернулся на фронт и принял участие в освобождении Одессы и Ясско-Кишинёвской операции. Когда в 1944 году советско-румынская граница была полностью восстановлена, Ветчинкин стал комендантом погранучастка 20-го погранотряда.
Принимал активное участие в восстановлении разрушенного хозяйства и налаживании несения службы. В 1951 году он окончил курсы руководящего состава при Военном институте МВД СССР, после чего находился на высоких должностях в Пограничных войсках. Был избран от Молдавской ССР депутатом Совета Национальностей Верховного Совета СССР 2-го (1946—1950) и 3-го (1950—1954) созывов.
В 1960 году в звании полковника Ветчинкин был уволен в запас. Проживал в Одессе, умер 3 января 1986 года. Похоронен на Таировском кладбище.

## Награды
Был также награждён двумя орденами Отечественной войны 1-й степени, двумя орденами Красной Звезды, а также рядом медалей.

## Память
В 1988 году имя Ветчинкина присвоено погранзаставе, которой он командовал, на её территории установлен его бюст и мемориальная доска.